# Попов, Александр Николаевич (военный деятель)
Александр Николаевич Попов (1839—1910) — генерал от инфантерии русской императорской армии.

## Биография
Родился 23 ноября (5 декабря) 1839 года в семье дворян Эстляндской губернии.
Воспитывался в Павловском кадетском корпусе.
Поступил на службу поручиком с 6 июня 1857 года в Гренадерский полк. В 1859-1861 годах учился в Николаевской академии Генерального штаба, по окончании которой был оставлен при Главном штабе; штабс-капитан генерального штаба с 25 февраля 1862 года.
С 30 августа 1863 года — старший адъютант штаба 27-й пехотной дивизии; с 27 марта 1866 года — капитан. С 8 августа 1868 года состоял при поручениях при штабе Харьковского военного округа. В 1870 году был произведён в подполковники и назначен заведующим передвижением войск: по Курско-Харьковско-Азовской железной дороге и по реке Дону. 
Возвращён в Главный штаб с присвоением звания полковника в 1873 году; 4 марта 1874 года был назначен начальником штаба 5-й пехотной дивизии, с которой участвовал в русско-турецкой войне 1877-1878 гг.
С 5 июня 1880 года по 1 июня 1888 года — командир 19-го Костромского пехотного полка.
С производством 1 июля 1888 года в генерал-майоры был назначен начальником штаба войск Южно-Уссурийского отдела. Начальник 1-й Восточно-Сибирской стрелковой бригады с 11 апреля 1890 года. В 1891 году присутствовал при встрече и сопровождении наследника императорского престола цесаревича Николая Александровича, который принял шефство над 1-м Восточно-Сибирским батальоном.
Приказом по войскам Южно-Уссурийского отдела от 17 июля 1891 года был командирован с разрешения военного министра в Благовещенск для временного исправления обязанностей военного губернатора Амурской области, командующего войсками и наказного атамана Амурского казачьего войска. Прибыл в Благовещенск 3 августа 1891 года.
С 15 сентября 1892 года занял должность начальника Финляндской стрелковой бригады; с 14 мая 1896 года — генерал-лейтенант. Был начальником 1-й гренадерской дивизии с 10 января по 7 июня 1898 года, состоял в списке Генерального штаба. В 1898 году назначен помощником командующего войсками Приамурского военного округа.
Был участником китайского похода 1900—1901 годов.
Находился в распоряжении военного министра с оставлением в Приамурском военном округе для организации снабжения русских войск, находящихся в Маньчжурии с 14 июня 1902 года. В период с 2 октября 1903 года был командиром 36-й артиллерийской бригады 36-й пехотной дивизии.
Произведён в генералы от инфантерии с увольнением в отставку по болезни 4 октября 1905 года.
Последние годы жил с семьей в Санкт-Петербурге, на Васильевском острове. Умер 4 (17) мая 1910 года. Похоронен на Смоленском православном кладбище.

## Награды
- орден Св. Станислава 3-й ст. (1864)
- орден Св. Анны 3-й ст. (1867)
- орден Св. Станислава 2-й ст. (1870)
- орден Св. Анны 2-й ст. (1877)
- орден Св. Владимира 4-й ст. с мечами и бантом (1877)
- золотое оружие «За храбрость» (1878)
- орден Св. Владимира 3-й ст. с мечами (1879)
- орден Св. Станислава 1-й ст. (1891)
- орден Св. Анны 1-й ст. (1895)
- орден Св. Владимира 2-й ст.
- румынский орден «Звезды» с мечами.

Имел знак отличия за 40 лет беспорочной службы, медали: темно-бронзовую «За усмирение польского мятежа», светло-бронзовые — за турецкую войну 1877-1878 гг., за поход в Китай 1900—1901 гг., румынский крест за взятие Плевны.